# Jean Le Bret
Gabriel Charles Jean Le Bret (* 26. Oktober 1872 in Paris; † 23. Dezember 1947 ebenda) war ein französischer Segler.

## Erfolge
Jean Le Bret, der für den Cercle de la Voile de Paris und den Yacht Club de France segelte, nahm an den Olympischen Spielen 1900 in Paris teil, wo er in drei Wettbewerben antrat. In der gemeinsamen Wettfahrt gelang ihm als Crewmitglied der Crabbe II keine Zieleinfahrt, während er in der Bootsklasse 0,5 bis 1 Tonne zweimal das Podium erreichte. In der ersten Wettfahrt belegte er den zweiten Platz hinter der Scotia aus Großbritannien und schloss die zweite Wettfahrt hinter der Pettit-Poucet und der Scamasaxe auf Rang drei ab. Bei allen Wettfahrten bestand die Crew außerdem aus Jacques Baudrier, Félix Marcotte und William Martin, Skipper des Bootes war Jules Valton.